# اندیس سراوان
سراوان یک اندیس فلزی است که در حوالی شهر زابلی استان سیستان و بلوچستان قرار دارد و مادهٔ معدنی موجود در آن، نقره است.  